# 2,3,5-Trimethylhydrochinon
2,3,5-Trimethylhydrochinon (TMH) ist eine chemische Verbindung aus der Gruppe der Phenole. Es handelt sich um ein alkylsubstituiertes Hydrochinon.

## Gewinnung und Darstellung
2,3,5-Trimethylhydrochinon wird technisch durch Kondensation von Diethylketon und Crotonaldehyd oder Methylvinylketon zu den Trimethylcyclohexenonen sowie durch anschließende katalytische Dehydrierung zum 2,3,6-Trimethylphenol, durch katalytische Oxidation zum Trimethylchinon und anschließende katalytische Hydrierung hergestellt. Es kann auch durch katalytische Alkylierung von m-Kresol mit Methanol in der Gasphase zum 2,3,6-Trimethylphenol und anschließende Oxidation erhalten werden.

## Eigenschaften
2,3,5-Trimethylhydrochinon ist ein brennbarer, schwer entzündbarer, beiger, geruchloser Feststoff, der schwer löslich in Wasser ist.

## Verwendung
2,3,5-Trimethylhydrochinon ist eine wichtige Vorstufe für die Synthese von Tocopherol (Vitamin E) und (±)-Madindolinen.